# Зеленоборски
Зеленоборски (рус. Зеленоборский) насељено је место са административним статусом варошице (рус. посёлок городского типа) на крајњем северозападу европског дела Руске Федерације. Варошица се налази на крајњем југу Мурманске области и административно припада њеном Кандалашком рејону.
Према проценама националне статистичке службе Русије за 2016. у варошици је живело 5.846 становника.

## Географија
Варошица Зеленоборски се налази у јужном делу Мурманске области на подручју Кандалашког рејона, на неких педесетак километара јужније од града Кандалакше, односно на око 235 километара јужније од административног центра области Мурманска. Варошица лежи на обали Кандалакшког залива, једног од 4 најважнија залива Белог мора.
Зеленоборски је важан саобраћајни центар кроз који пролази деоница националног аутопута и национална железница на релацији Санкт Петербург−Мурманск. Железничка станица Књажаја налази се неколико километара западније од насеља.

## Историја
Варошица Зеленоборски основана је 1951. године као радничко насеље уз новоосновану Књажегупску хидроелектрану на реци Ковди, чија градња је почела паралелно са оснивањем насеља. Већ 1952. новоосновано насеље добило је званичан статус урбане заједнице у рангу варошице. Године 1960. са радом је почео велики дрвопрерађивачки комбинат.

## Демографија
Према подацима са пописа становништва 2010. у вароши је живело 6.560 становника, док је према проценама националне статистичке службе за 2016. варошица имала 5.846 становника.
| 1939. | 1959. | 1970.  | 1979.  | 1989. | 2002. | 2010. | 2016. |
| ----- | ----- | ------ | ------ | ----- | ----- | ----- | ----- |
| ---   | 9.000 | 10.224 | 10.122 | 9.643 | 7.640 | 6.560 | 5.846 |